# Kropptjärnen (Vänjans socken, Dalarna)
Kropptjärnen är en sjö i Mora kommun i Dalarna och ingår i Dalälvens huvudavrinningsområde.